# 313 Chaldaea
313 Chaldaea är en asteroid i huvudbältet, som upptäcktes den 30 augusti 1891 av den österrikiske astronomen Johann Palisa. Asteroiden namngavs senare efter Kaldeen, det bibliska område i sydöstra Mesopotamien som är omnämnt som Abrahams hemland. Det latinska namnet var Chaldaea.
Chaldaeas senaste periheliepassage skedde den 26 mars 2021.[Uppdatering behövs] Dess rotationstid har beräknats till 8,39 timmar.